# Келеј
Келеј (грч. Κελεός) су у грчкој митологији били краљ Елеусине (и уједно први свештеник богиње Деметре) и један Крићанин.

## Етимологија
Име Келеј може да значи „онај који пати или гори или зове“, али и „чаробњак“ и „детлић“.

## Краљ Елеусине
Заједно са својом супругом Метаниром и децом гостољубиво је примио богињу Деметру, када је стигла у Елеусину. Желећи да им узврати, Деметра је била одлучила да Келејевог сина Демофонта учини бесмртним и исте ноћи га је држала изнад ватре како би му изгорела смртност. Међутим, Метанира је пре времена ушла у собу, па чини нису успеле и дечак је умро. Пре тога, Деметра је Абанта, Келејевог најстаријег сина претворила у гуштера, јер ју је увредио речима да халапљиво пије из крчага, видевши је како пије јечмену воду зачињену метвицом. Овај двоструки губитак је натерао сузе на очи Келеју, па је отуда добио надимак Дисаул. Деметра га је утешила речима да ће његовог трећег сина, Триптолема, обдарити божанским даровима. И пре него што је напустила Елеусину, Келеја је научила својим обредима и мистеријама и земљорадњи. Према неким изворима, Келејева и Метанирина деца су осим поменутих били и Сесара, Диогенија, Памеропа, Клисидика, Демо, Калитоја и Калидика, а помиње се и кћерка Јамба која је храмала.

## Крићанин Келеј
Келеј је био и Крићанин који је са друговима, Лајем, Кербером и Еголијем покушао да украде мед из пећине на планини Иди у којој је Реја родила Зевса. У пећини су живеле свете пчеле које су отхраниле Зевса. Приступ је био забрањен и људима и боговима, а из пећине је сваке године избијала ватра, јер би узаврела крв проливена приликом Зевсовог рођења. Крадљивци су ради заштите навукли на себе бронзане панцире, али су се они истопили када су видели крв и Зевсове пелене. Зевс је хтео да их убије муњом, али су га мојре и Темида спречиле, јер нико није смео да умре на овом светом месту. Уместо тога, Зевс их је претворио у птице, па је Келеј постао жуна. Појава ове птице је сматрана добрим знаком, јер је она видела божанску крв.